# آرکانزاس پست (آرکانزاس)
آرکانزاس پست (به انگلیسی: Arkansas Post) یک منطقهٔ مسکونی در ایالات متحده آمریکا است که در شهرستان آرکانزاس، آرکانزاس واقع شده‌است. آرکانزاس پست ۵۳٫۹۵ متر بالاتر از سطح دریا واقع شده‌است.